# 빌럼알렉산더르
빌럼알렉산더르 클라우스 헤오르허 페르디난트(네덜란드어: Willem-Alexander Claus George Ferdinand, 1967년 4월 27일 ~ )는 네덜란드의 국왕이다. 2013년 4월 30일, 어머니 베아트릭스로부터 네덜란드 국왕 자리를 물려받아 즉위하였다. 존호는 빌럼알렉산더르로 정해졌다. 1890년에 사망한 빌럼 3세 이후에 네덜란드 역사상 123년만에 나온 남성 국왕이지만 슬하에 세 명의 딸을 두었기 때문에 나중에 여왕 시대로 복귀할 전망이다.

## 생애
그는 1967년 4월 27일 위트레흐트의 대학병원에서 네덜란드 여공 베아트릭스와 클라우스 공의 장남으로 태어났다. 그의 외조부 베른하르트 공과 페르디난트 폰 비스마르크 왕자, 옐러 제일스트라(Jelle Zijlstra) 전 수상, 친조모 회스타 폰 암스베르크(Gösta von Amsberg)와 덴마크의 마르그레테 2세와 리네 스미스(Renee Smith)가 그의 대부모이다. 형제로는 두 남동생 프리소, 콘스탄테인이 있다.
1980년 이후부터 그는 오라녜 공(Prins van Oranje)이 되었다. 오라녜 공은 전통적으로 네덜란드의 왕세자에게 주어진 칭호이다. 2006년 유엔 사무총장 산하 물과 위생 자문위원회(UNSGAB) 위원장으로 선출되었다.

## 결혼
오라녜 공이었던 빌럼알렉산더르는 1999년 스페인 세비야의 박람회에서 아르헨티나 출신의 평민으로 금융 전문가인 막시마 소레기에타와 만나 2002년 결혼했다. 그는 원래 조지 2세의 딸인 오라녜 공비 프린세스 로열 앤의 후손으로서 영국 왕위 계승권이 있었으나, 가톨릭교도인 막시마와 결혼하여 계승권을 잃어버렸다. 또한 막시마의 아버지인 호르헤 소레기에타는 호르헤 라파엘 비델라 정권 하에서 농업부 장관을 지낸 독재 정부 각료였기 때문에 그의 결혼을 둘러싸고 많은 진통이 있었다. 오라녜 공은 2001년 미국 뉴욕에서 호르헤 소레기에타가 독재정권 하에서 적극적인 역할을 수행했다고 주장한 책의 신뢰성에 의문을 제기하며 호르헤의 무죄를 주장하기도 했다. 이에 빔 코크 당시 네덜란드 총리는 TV연설에 나와 왕세자는 그 문제에 대해 언급하지 말라며 공개적으로 비판하기도 했다.

## 자녀
- 카타리나아말리아(2003~)
- 알렉시아(2005~)
- 아리아너(2007~)